# Wo Weihan
Wo Weihan (chinesisch 沃维汉, Pinyin Wò Wéihàn, * 1949; † 28. November 2008 in Peking) war ein chinesischer Biochemiker und Geschäftsmann, der mehrere Jahre in Europa gelebt hatte. Er wurde im Mai 2007 von einem chinesischen Gericht wegen des Vorwurfs der Spionage zum Tode verurteilt und im November 2008 hingerichtet. Die Vollstreckung des Todesurteils führte zu einer diplomatischen Krise zwischen China und der Republik Österreich sowie der Europäischen Union.
Wo Weihan lebte zwischen 1990 und 1997 in Österreich. Seine Töchter Chen Ran und Chen Di besitzen die Staatsbürgerschaft Österreichs und leben dort. Im Januar 2005 wurde er in China verhaftet, da ihm vorgeworfen wurde, „Staatsgeheimnisse“ an Taiwan verkauft zu haben. Konkret ging es um den Vorwurf, er habe den Gesundheitszustand chinesischer Spitzenpolitiker öffentlich gemacht. Außerdem soll er Zeitschriften kopiert haben, die in der Chinesischen Akademie der Wissenschaften öffentlich zugänglich waren. Im Verhör gestand er die Vorwürfe, widerrief das Geständnis jedoch kurze Zeit später.
Kurz nach Beginn des Prozesses schaltete sich die österreichische Botschaft in den Fall ein. Nachdem ein Todesurteil verhängt und durch den obersten Gerichtshof bestätigt wurde, appellierten die österreichische Regierung und der Europäische Rat mehrfach an China, das Urteil nicht zu vollstrecken. Auch die US-Regierung setzte sich für Wo Weihan ein.
Kurz nachdem Peking einen EU-China-Gipfel abgesagt hatte, wurde das Todesurteil überraschend vollstreckt. Die EU-Kommission und Österreich protestierten heftig und sprachen von einem Vertrauensverlust.